# 卢诺-施托尔岑哈根
卢诺-施托尔岑哈根（德語：Lunow-Stolzenhagen）是德国勃兰登堡州的一个市镇，隶属于巴尔尼姆县。总面积为33.91平方千米，截至2020年总人口为1205人。